# Vic+Flo ont vu un ours
Pour plus de détails, voir Fiche technique et Distribution.
Vic+Flo ont vu un ours est un film québécois de Denis Côté sorti en 2013 et mettant en vedette Pierrette Robitaille et Romane Bohringer.

## Synopsis
Victoria Champagne (Pierrette Robitaille), une sexagénaire bénéficiant d'une libération conditionnelle après avoir purgé une longue peine en prison, vient s'établir dans l'ancienne cabane à sucre familiale encore habitée par son vieil oncle muet.
Victoria tente d’apprivoiser sa nouvelle liberté en compagnie de son amante Florence (Romane Bohringer), une Française de vingt ans sa cadette, qu'elle a connue en prison. Tous les deux jours, Guillaume (Marc-André Grondin), un jeune agent de libération conditionnelle, vient faire son tour de contrôle.

## Fiche technique
Source : IMDb et Films du Québec
- Titre original : Vic+Flo ont vu un ours
- Réalisation et scénario : Denis Côté
- Musique : Mélissa Lavergne
- Direction artistique : Colombe Raby
- Costumes : Patricia McNeil (en)
- Maquillage : Maïna Militza (en)
- Photographie : Ian Lagarde (en)
- Son : Frédéric Cloutier, Stéphane Bergeron
- Montage : Nicolas Roy
- Production : Stéphanie Morissette et Sylvain Corbeil
- Société de production : La Maison de prod, Metafilms
- Sociétés de distribution : Funfilm distribution (Canada), Films Boutique (international)
- Budget : 2,2 millions $ CA
- Pays de production :  Canada
- Tournage : du 13 août au 16 septembre 2012 à Saint-Antoine-sur-Richelieu
- Langue originale : français
- Format : couleur — 35 mm — 1,85:1 — son Dolby numérique
- Genre : drame
- Durée : 95 minutes
- Dates de sortie :
  - Allemagne : 10 février 2013 (première à la 63e édition du Festival international du film de Berlin)
  - France : 2 juillet 2013 (Festival Paris Cinéma)
  - Canada : 3 septembre 2013 (première montréalaise au cinéma Excentris)
  - France : 4 septembre 2013 (sortie en salle)
  - Canada : 6 septembre 2013 (sortie en salle au Québec)
  - Belgique : 2 octobre 2013 (Festival international du film francophone de Namur)
  - Canada : 18 mars 2014 (DVD)
- Classification :
  - Québec : 13 ans et plus[2]

## Distribution
- Pierrette Robitaille : Victoria Champagne
- Romane Bohringer : Florence Richemont
- Marc-André Grondin : Guillaume Perreira-Leduc
- Marie Brassard : Marina St-Jean/Jackie
- Pier-Luc Funk : Charlot Smith
- Olivier Aubin : Nicolas Smith, le père de Charlot
- Georges Molnar : Émile Champagne, l'oncle de Victoria
- Guy Thauvette : Yvon Champagne
- Ramon Cespedes : complice de Jackie
- Ted Pluviose : l'amant
- Raoul Fortier-Mercier : le cadet
- Johanne Haberlin : la gérante du bar
- Dany Boudreault : le pilote du Go-kart

## Distinctions

### Récompenses
- Festival international du film de Berlin 2013 : Prix Alfred-Bauer[3]
- Festival international du film francophone de Namur 2013 : Bayard d’or du meilleur scénario

### Nominations et sélections
- AFI Fest 2013
- Festival du film de Sydney 2013 : sélection « Features »
- Festival international du film de Thessalonique 2013
- Festival international du film de Vancouver 2013
- Festival international du film de Palm Springs 2014 : sélection « World Cinema Now »